# Еціо Пінца
Е́ціо Форту́ніо Пі́нца (італ. Ezio Fortunio Pinza; *18 травня 1892, Рим, Італія — †9 травня 1957, Стемфорд, США) — італійський оперний співак (бас), якого називають першим басом Італії XX століття.

## Біографія
Навчався в Болонській консерваторії. 1914 року був призваний до армії та брав участь у воєнних діях упродовж усієї Першої світової війни. З 1919 року — в труппі Римської опери, відтак в оперному театрі Турина. 1922 року переходить до «Ла Скала». З 1925 по 1948 рік — соліст «Метрополітен-опера».
У травні 1948 року покидає оперну сцену, попри це з'являється в оперетах і в кіно, продовжує концертну діяльність, але 1956 року з огляду на хворобу серця зовсім припиняє виступати.
Працював із такими диригентами, як Артуро Тосканіні, Бруно Вальтер і Тулліо Серафін.

## Творчість
Еціо Пінца вирізнявся вельми різноманітним репертуаром, у якому були опери Вагнера, Моцарта, Верді, Белліні, Россіні та багатьох інших композиторів.
З-поміж ролей Пінца зазвичай особливо виділяють партію Дон Жуана в опері Моцарта й партію Пімена в «Борисі Годунові» Мусоргського, які він виконував у «Метрополітен-опера».
За деякими відомостями, на репетиції за участі Еціо Пінца диригент Артуро Тосканіні сказав: «Нарешті ми знайшли співака, який може співати!» Критика 1920-30-х рр. називала співака «молодим Шаляпіним», але й сам Федір Шаляпін, що виконував на одній сцені з Пінца Бориса Годунова, високо оцінював образ, що він створив.

## Нагороди й премії
Іменем Еціо Пінца названа премія в царині оперного мистецтва, серед лауреатів якої — Ферруччо Фурланетто.

## Дискографія
- 1936 — «Самсон і Даліла», диригент Моріс де Абраванель (Верховний жрець Дагона)
- 1936 — «Кармен», диригент Луїс Хассельманс (Ескамільйо)
- 1937 — «Дон Жуан», диригент Бруно Вальтер (Дон Жуан)
- 1937 — «Лючія ді Ламмермур», диригент Дженнаро Папі (Раймонд Бідебент)
- 1937 — «Норма», диригент Етторе Паніцца (Оровезо)
- 1937 — «Весілля Фігаро», диригент Бруно Вальтер (Фігаро)
- 1937 — «Аїда», диригент Етторе Паніцца (Рамфіс)
- 1939 — «Симон Бокканегра», диригент Етторе Паніцца (Якопо Фіеско-Андреа)
- 1939 — «Борис Годунов», диригент Етторе Паніцца (Борис Годунов)
- 1940 — «Богема», диригент Дженнаро Папі (Коллен)
- 1940 — «Фауст», диригент Вільфрід Пеллетьє (Мефистофель)
- 1940 — «Весілля Фігаро», диригент Етторе Паніцца (Фігаро)
- 1941 — «Аїда», диригент Етторе Паніцца (Рамфіс)
- 1941 — «Любов трьох королів», диригент — автор опери Італо Монтемецці (Аркібальдо)
- 1941 — «Лакме», диригент Вільфрід Пеллетье (Нілаканта)
- 1942 — «Богема», диригент Чезаре Содеро (Коллен)
- 1942 — «Дон Жуан», диригент Бруно Вальтер (Дон Жуан)
- 1943 — «Луїза», диригент Томас Бічем (Батько)
- 1943 — «Фауст», диригент Томас Бічем (Мефистофель)
- 1943 — «Дон Жуан», диригент Пауль Брайзах (Дон Жуан)
- 1943 — «Севільский цирульник», диригент Фернан Леже (Базиліо)
- 1943 — «Сила долі», диригент Бруно Вальтер (пріор)
- 1944 — «Весілля Фігаро», диригент Бруно Вальтер (Фігаро)
- 1944 — «Казки Гофмана», диригент Томас Бічем (Доктор Міракль, Коппеліус)
- 1944 — «Дон Жуан», диригент Джордж Селл (Дон Жуан)
- 1946 — «Борис Годунов», диригент Еміль Купер (Борис Годунов)

## Виноски
1. 1 2  Сайт belcanto.ru [Архівовано 26 березня 2014 у Wayback Machine.](рос.)